# Mark Donohue (językoznawca)
Mark Donohue (ur. 2 czerwca 1967 w Portsmouth) – brytyjski językoznawca. Zajmuje się opisem języków austronezyjskich, papuaskich i himalajskich.

## Życiorys
Bakalaureat z językoznawstwa uzyskał na Australijskim Uniwersytecie Narodowym w Canberze. W 1996 roku obronił rozprawę doktorską pt. The Tukang Besi language of Southeast Sulawesi, Indonesia.
W latach 2009–2017 piastował stanowisko profesora nadzwyczajnego na Australijskim Uniwersytecie Narodowym. W 2017 roku został zatrudniony w organizacji Living Tongues Institute for Endangered Languages.
W swojej działalności naukowej zajmuje się językami Nowej Gwinei i Indonezji, a także językami Himalajów i zagadnieniem kontaktu językowego. Interesuje się składnią, fonologią, językoznawstwem historycznym i typologią językową.
Autor opracowań poświęconych językom tukang besi (1999) i i’saka (2004), a także artykułów z zakresu tonologii, językoznawstwa historycznego i syntaktyki.
Jest członkiem Linguistic Society of America.

## Wybrana twórczość
- Bajau: A symmetrical Austronesian language (1996)
- Tone systems in New Guinea (1997)
- A grammar of Tukang Besi (1999)
- I’saka (2004)
- Typology and linguistic areas (2004)
- The Papuan language of Tambora (2007)

Źródła: 